# 卡塞多夫
卡塞多夫（德語：Kasseedorf）是德国石勒苏益格－荷尔斯泰因州的一个市镇。总面积33.77平方公里，总人口1528人，其中男性791人，女性737人（2011年12月31日），人口密度45人/平方公里。